# Annibale Frossi
Annibale Frossi (né le 6 août 1911 à Muzzana del Turgnano - décédé le 26 février 1999 à Milan) est un footballeur italien, évoluant principalement au poste d'attaquant.

## Biographie
Frossi a porté les couleurs de l'Inter Milan entre 1936 et 1942, remportant au passage deux titres de champion d'Italie en 1938 et 1940. Il marqua 50 buts en 147 apparitions sous le maillot nerazzurro.
Il a disputé et gagné les Jeux olympiques de Berlin en 1936 avec l'équipe d'Italie de Vittorio Pozzo. Il fut même le meilleur buteur de la compétition avec 7 buts et en marquant à chaque match.
En revanche, il ne disputa ni la coupe du monde 1934 ni la coupe du monde 1938 toutes deux remportées par l'Italie.